# Авквети
Авквети (груз. ავკვეთი) — село в Грузии, на территории Горийского муниципалитета края (мхаре) Шида-Картли.

## География
Село находится в центральной части Грузии, к востоку от реки Вера (правый приток Таны, на расстоянии приблизительно 9 километров (по прямой) к юго-востоку от города Гори, административного центра муниципалитета. Абсолютная высота — 1163 метра над уровнем моря.

## Население
По результатам официальной переписи населения 2014 года, постоянное население в Авквети отсутствовало.
| Год  | Население, человек |
| ---- | ------------------ |
| 2002 | 0                  |
| 2014 | 0                  |

## Достопримечательности
- Церковь Авквети[груз.], XI -XII вв.